# رقص پا
رقص پا فیلمی به کارگردانی و نویسندگی مزدک میرعابدینی و تهیه‌کنندگی محمد احمدی محصول سال ۱۳۹۵ است.

## خلاصه داستان
محمدعلی وندی بازیگر، فیلمساز و معلم تاتر، ناامید از مهاجرت به زادگاهش تهران بازگشته تا همراه با همسرش میترا صدری، نقاش، زندگی تازه‌ای را شروع کنند اما جستجو برای پیدا کردن خانه‌ای مناسب و کنجی آرام غیرممکن به نظر می‌رسد.